# Селеноцианат калия
Селеноцианат калия — неорганическое соединение,
соль калия и селеноциановой кислоты с формулой KSeCN,
бесцветные кристаллы,
растворяется в воде.

## Получение
- Нагревание селена с раствором цианистого калия [1]:

{\displaystyle {\mathsf {Se+KCN\ {\xrightarrow {90^{o}C}}\ KSeCN}}}

## Физические свойства
Селеноцианат калия образует бесцветные кристаллы.
Растворяется в воде и этаноле.

## Применение
- В органическом синтезе [2].